# Alexander Alexejewitsch Wosnessenski
Alexander Alexejewitsch Wosnessenski (russisch Александр Алексеевич Вознесенский; * 5. Märzjul. / 17. März 1898greg. in Golowkino, Ujesd Nowosil; † 28. Oktober 1950) war ein russischer Ökonom und Hochschullehrer.

## Leben
Wosnessenski, Sohn des Holzarbeiters Alexei Dmitrijewitsch Wosnessenski, verbrachte seine Jugend in Tschern. 1917 begann er das Studium am Petrograder Historisch-Philosophischen Institut. 1921 wechselte er an die Fakultät für Gesellschaftswissenschaft der Universität Petrograd, an der er 1923 das Studium abschloss. Bald darauf lehrte er dort (nun Universität Leningrad (LGU)). Er wurde zum Kandidaten der ökonomischen Wissenschaften promoviert. 1927 trat er in die KPdSU ein.
Im Mittelpunkt der wissenschaftlichen Arbeit Wosnessenskis stand die Methodik der Politökonomie. Seine Vorlesungen wurden von Leonid Witaljewitsch Kantorowitsch sehr geschätzt. Seine Vorlesungen und öffentlichen Vorträge waren auch wegen seiner Rhetorik beliebt. Seine wenigen Veröffentlichungen erschienen hauptsächlich bis Mitte der 1930er Jahre. 1939 folgte die Ernennung zum Professor. 1940 wurde Wosnessenski Dekan der neuen Fakultät für Politökonomie der LGU. Nach Beginn des Deutsch-Sowjetischen Krieges bildete er bereits am 21. August 1941 vor Beginn der Leningrader Blockade eine Troika zur Verteidigung der Universitätsgebäude. Im Frühjahr 1942 organisierte er als Rektor der LGU die Evakuierung der LGU nach Saratow. Dort übernahm er im August 1942 auch das Rektorenamt der Universität Saratow, das seit dem 8. Juli 1941 Wera Alexandrowna Artissewitsch innegehabt hatte. Im Frühjahr 1943 legte er einen Bericht über die Aufgaben und Perspektiven der Universitätsausbildung vor. 1944 veranlasste er den Wiederaufbau der LGU in Leningrad. Nach dem Krieg gründete er in kurzer Zeit 4 Fakultäten, 12 Forschungsinstitute, mehr als 40 Lehrstühle, eine wissenschaftliche Zeitschrift und eine wissenschaftliche Gesellschaft.
1947 wurde Wosnessenski als Abgeordneter in den Obersten Sowjet der UdSSR gewählt. Am 24. Januar 1949 wurde er Bildungsminister der RSFSR als Nachfolger Alexei Georgijewitsch Kalaschnikows. Wosnessenskis Nachfolger war Iwan Andrejewitsch Kairow.
Am 19. August 1949 wurde Wosnessenski im Rahmen der Leningrader Affäre verhaftet. 1950 wurde er wegen Landesverrats, Beteiligung an einer konterrevolutionären Organisation und antisowjetischer Agitation verurteilt und am 28. Oktober erschossen. Sein jüngerer Bruder Nikolai Alexejewitsch Wosnessenski war am 1. Oktober 1950 erschossen worden, während seine Schwester Marija Alexejewna Wosnessenskaja (* 1901, Funktionärin der KPdSU) auch am 28. Oktober 1950 erschossen wurde. Zu Beginn der Entstalinisierung wurden Nikolai Wosnessenski am 30. April 1954 und Alexander Wosnessenski und Marija Wosnessenskaja am 14. Mai 1954 rehabilitiert.
Wosnessenski hinterließ aus erster Ehe die Söhne Lew und Ernest, die beide Ökonomen wurden. In zweiter Ehe war Wosnessenski 1933–1941 mit der Geologin Klawdija Nikolajewna Mironenko (1903–1993) verheiratet, die 1951 zu 5 Jahren Verbannung verurteilt und 1953 freigelassen und rehabilitiert wurde. Aus dieser Ehe stammten der Geologe Waleri Alexandrowitsch Mironenko und die Kandidatin der philosophischen Wissenschaften Irina Alexandrowna Wosnessenskaja.

## Ehrungen
- Leninorden (1944)